# Грођиск Мазовјецки
Грођиск Мазовјецки (пољ. Grodzisk Mazowiecki) град је у Мазовском војводству. Спада у приградска насеља Варшаве. У њему живи око 25.200 људи.

## Туристичке атракције
- Црква рађена у позном бароку (1687)
- Дворац рађен у барокно- класичном стилу
- Археолошко налазиште

.

## Демографија
| 2012.  |
| ------ |
| 29.763 |

## Партнерски градови
- Вајц
- Шјауљај
- Радвилишкис
- Даниловград